# 로베르토 에두아르도 비올라
로베르토 에두아르도 비올라 레돈도(Roberto Eduardo Viola Redondo, 1924년 10월 13일 ~ 1994년 9월 30일)는 예비역 아르헨티나 육군 중장 출신인데 1981년 3월 29일에서 12월 11일까지 아르헨티나 군사정권의 대통령으로 잠시 재임했다.

## 같이 보기
- 국가재편성과정